# Kansas City Royals
El Kansas City Royals és un club professional de beisbol estatunidenc de la ciutat de Kansas City (Missouri) que disputa l'MLB.

## Palmarès
- Campionats de l'MLB (1): 1985
- Campionats de la Lliga Americana (2): 1985, 1980
- Campionats de la Divisió Oest (6): 1985, 1984, 1980, 1978, 1977, 1976

## Evolució de la franquícia
- Kansas City Royals (1969–present)

## Colors
Blau reial, blanc i blau cel.

## Estadis
- Kauffman Stadium (1973-present)
  - a.k.a. Royals Stadium (1973–1993)
- Municipal Stadium (1969–1972) |

## Números retirats
- George Brett 5
- Dick Howser 10
- Frank White 20
- Jackie Robinson 42